# بيل غيتس (رجل أعمال)
بيل غيتس (بالإنجليزية: Bill Gates)‏ هو شخصية أعمال أمريكي، ولد في 1860، وتوفي في 1935.